# Hyphessobrycon loretoensis
Hyphessobrycon loretoensis es una especie de pez de la familia Characidae en el orden de los Characiformes.

## Morfología
Los machos pueden llegar alcanzar los 2,4 cm de longitud total.

## Hábitat
Vive en zonas de clima tropical entre 22 °C - 26 °C de temperatura.

## Distribución geográfica
Se encuentran en Sudamérica: río Amazonas en Perú.